# Гретем
Гретем (нем. Grethem) — община в Германии, в земле Нижняя Саксония.
Входит в состав района Зольтау-Фаллингбостель. Подчиняется управлению Альден. Население составляет 672 человека (на 31 декабря 2010 года). Занимает площадь 16,35 км².